# 羅伯特·巴克蘭
羅伯特·詹姆士·巴克蘭爵士，KBE，QC（1968年9月22日—）是一位英國政治人物，他的黨籍是保守黨。他曾擔任杜倫大學學生會主席。2010年至2024年期間，他擔任南斯溫登選區選出的英國下議院議員。